# Filippo Bettini
Filippo Bettini (Senigallia, 8 agosto 1950 – Roma, 28 luglio 2012) è stato un critico letterario, storico della letteratura e italianista italiano.
Fu insegnante di “Teoria della Letteratura” all'Università "La Sapienza" di Roma e fondatore del "Centro di Letteratura e Cultura del Mediterraneo" presso la “Link Campus University of Malta” di Roma

## Biografia
Insieme con i suoi colleghi Francesco Muzzioli, Marcello Carlino, Giorgio Patrizi e Aldo Mastropasqua ha formato il collettivo redazionale dei "Quaderni di critica", sotto la cui sigla ha pubblicato "Sulla Neoavanguardia" (Roma, Betti 1973; II ed. Foggia, Bastogi, 1985), "Marxismo e strutturalismo nella critica letteraria italiana" (Roma, Savelli 1975), "Le teorie letterarie nella Scuola di Francoforte" (Roma, Savelli 1976), "Per un'ipotesi di scrittura materialistica" (Foggia, Bastogi 1981), "I percorsi della scrittura materialistica" (Roma, Il cervo volante 1983).
È stato presidente dell'Associazione Culturale "Allegorein", da lui fondata nel 1987. Per questa associazione ha ideato, organizzato e curato diverse iniziative nazionali ed internazionali ricoprendo il ruolo di direttore artistico. Tra queste: "Scrittori nelle scuole" (1983- 2005), "Quarant'anni di pace" (1995), "Poesia oltre i confini" (1992), "L'Europa e l'"altra" Europa" (1997), "Per un'Europa unita ed intera della cultura e dell'arte" (1999).
È stato uno dei fondatori del "Gruppo ’93" e successivamente, insieme a Roberto Di Marco, del movimento della "Terza Ondata".
Nel 1992 ha ideato il "Premio Feronia-Città di Fiano", di cui è stato presidente fino alla sua scomparsa. Questo “antipremio” (Premio Feronia-Città di Fiano) è particolarmente attento alla letteratura di ricerca e risolutamente ostile alle logiche del mercato e del potere clientelare. È composto di una giuria molto ampia e qualificata di docenti, critici, giornalisti e uomini dell’arte e dello spettacolo che sovrintende alle cinque sezioni: poesia, narrativa, critica militante, riconoscimento speciale ad autore straniero e l’autore ritrovato. Dal 2012 il premio gli è stato intitolato ed è stato assunto interamente dal Comune di Fiano, sotto la direzione di Mario Quattrucci.
Successivamente ha dato vita al "Premio Tivoli Europa Giovani",  valorizzando ancor più l'unicità della sua formula "europeista", imperniata sulla ricerca e selezione dei migliori testi poetici dell'anno pubblicati in ogni nazione d'Europa (incluse le minoranze linguistiche). Nel 2000 ha presentato a Malta il "Premio Letterario Intercontinentale del Mediterraneo".
Dal 2004 al 2010 ha diretto artisticamente le prime sette edizioni di "Mediterranea, Festival Intercontinentale della Letteratura e delle Arti". Spaziando sull'intero asse tricontinentale delle nazioni mediterranee (incluse quelle del Mar Nero) e comprendendo anche scrittori e artisti non mediterranei che si riconoscono però idealmente ed espressivamente nei valori dialogici e multiculturali di una comune identità mediterranea, il festival ha attraversato e ricoperto, con rassegne mirate e pluriarticolate, i campi dei seguenti settori: teatro, poesia, musica, arti visive, video, danza con eventi di premiazione ed incontri di dibattito e con produzione di testi letterari e di proposte editoriali.
Si è dedicato, inoltre alla creazione di un database per la costituzione della prima Biblioteca Internazionale, cartacea ed informatica, sul Mediterraneo in Italia, il cui primo nucleo attualmente ha sede presso la "Link Campus University of Malta" di Roma ed è stato inaugurato con la "Mostra di libri itinerante su nave lungo le coste di tutto il Mediterraneo" (2004).
È stato responsabile della iniziativa delle gigantografie poetiche diffuse (a partire dal 1997) nel territorio della città di Roma per riprodurre i versi dei poeti di tutti i tempi e di ogni parte del mondo che si sono ispirati a Roma come patria comune (sulle recinzioni dei cantieri allestiti per il Giubileo del 2000, in un primo tempo, e poi negli spazi cittadini quali le isole pedonali ed il greto del Tevere).
Ha curato la pubblicazione di "Sotto il cielo di Roma. Roma nella poesia del mondo da Licrofone alle neoavanguardie degli anni ’60" (Roma, Fermenti Editrice, 2005) che ha visto nel 2006 la pubblicazione nell'edizione in 3 volumi con i testi in lingua originale a fronte per le Edizioni Mura. Il cofanetto in 3 volumi costituisce la sintesi preliminare di un piano di pubblicazione pluriennale che dal 2010 ha visto la pubblicazione dei vol. 1 "Le Introduzioni", vol. 2 "Periodo Classico, dall'età della Repubblica alla fine dell’Impero", vol. 3 "Medioevo", Roma, Il Cubo editore, mentre il 4º volume, "Verso l'Umanesimo, Rinascimento e Barocco", è uscito postumo con la cura congiunta di Filippo Bettini e Giorgio Patrizi, in collaborazione con Roberto Piperno e Alfredo Sensales.
Ha pubblicato numerosi lavori su: Illuminismo, Leopardi, Scapigliatura, Futurismo, Campana, Gadda, Cacciatore, Gruppo 63, Sanguineti, Pagliarani, Carmelo Bene, Perriera e nuove avanguardie degli anni ottanta.
Tra i suoi vari testi si possono ricordare: "Gruppo ’93" (con Francesco Muzzioli), Lecce, Manni 1990; "Terza Ondata" (con Roberto Di Marco), Bologna, Synergon 1993, ripubblicato nel 2013, Milano, Abeditore; "Poeti contro la Mafia", Palermo, La Luna 1994; "L’Europa e l’altra Europa", Roma, Mura 1997; "Il cammino di Santiago" (con Armando Gnisci), Roma, Meltemi 1998; "Quel dio che non avemmo" (in collaborazione con Cristiana Muto), Roma, Fermenti 1999; "Forse questo è il confine" (con Armando Gnisci), Roma, Meltemi 1999; "Dalle Ebridi a Malta" (con Armando Gnisci), Dogliani, Sensibili alle foglie 2000; "Migrazioni" (in collaborazione con Cristiana Muto), Roma, Agenzia Romana per la Preparazione del Giubileo 2000; "Roma patria comune" (in collaborazione con Roberto Piperno), Roma, Nuova Comunicazione 2000; "Don Giovanni o della fine del mito", in A. Gianquinto, "Don J", Verona, Cierre Grafica 2002; "Guida di Roma", Roma, Terravision 2003 (edizione in 5 lingue: italiano, inglese, spagnolo, francese e tedesco).
Nel gennaio 2011 il suo saggio breve "L’estremo saluto" è stato inserito nel volumetto "Per Edoardo Sanguineti" a cura di Silvana Silvagni (Roma, Armando Curcio Editore 2011).
Nel 2014, Marcello Carlino, Francesco Muzzioli, Giorgio Patrizi hanno curato il volume di Filippo Bettini, "Avanguardia e materialismo. Saggi di teoria e critica letteraria", Roma, Robin edizioni.
| Controllo di autorità | VIAF (EN) 51710187 · ISNI (EN) 0000 0001 0900 3599 · SBN BVEV011301 · LCCN (EN) no88002925 · GND (DE) 171975952 · BNF (FR) cb12056207w (data) · J9U (EN, HE) 987007329662105171 |